# Blackskär
Blackskär är ett skär i Kumlinge kommun på Åland (Finland). Den ligger nära ön Enklinge.
Öns area är 10,4 hektar och dess största längd är 440 meter i nord-sydlig riktning.
Blackskär har Enklinge i väster, Måsören och Algesklobb i norr och Österöfjärden i öster och söder.
Terrängen på Blackskär är platt och består av klipphällar med låga träd och buskar i skrevorna.